# 조국기념비
조국기념비(우크라이나어: Україна-Мати)는 우크라이나 키이우에 있는 소련 시대의 기념비다. 이 조각상은 제2차 세계 대전 우크라이나 국립역사박물관의 일부다. 2023년에 소련의 국장은 기념비의 방패에서 제거 되고 우크라이나의 국장으로 대체되었다.